# Élections sénatoriales de 1989 dans le Territoire de Belfort
L'élection sénatoriale dans le Territoire de Belfort a eu lieu le dimanche 24 septembre 1989. 
Elle a eu pour but d'élire le sénateur représentant le département du Territoire de Belfort pour un mandat de neuf années.

## Contexte départemental
Lors des élections sénatoriales du 28 septembre 1980 dans le Territoire de Belfort, un sénateur a été élu, Michel Dreyfus-Schmidt (PS).
Depuis, tous les effectifs du collège électoral des grands électeurs ont été renouvelés, avec les élections législatives de 1988 dans le Territoire de Belfort, les élections régionales françaises de 1986, les élections cantonales de 1985 et 1988 et les élections municipales françaises de 1989.

## Rappel des résultats de 1980
|                | Michel Dreyfus-Schmidt | PS             | 209 | 64,51  |  |  |
|                | Bernard Talon          | RPR            | 78  | 24,07  |  |  |
|                | Jackie Drouot          | PCF            | 37  | 11,42  |  |  |
|                |                        |                |     |        |  |  |
| Inscrits       | Inscrits               | Inscrits       | 328 | 100,00 |  |  |
| Abstentions    | Abstentions            | Abstentions    | 0   | 0,00   |  |  |
| Votants        | Votants                | Votants        | 328 | 100,00 |  |  |
| Blancs et nuls | Blancs et nuls         | Blancs et nuls | 4   | 1,22   |  |  |
| Exprimés       | Exprimés               | Exprimés       | 324 | 98,78  |  |  |

## Sénateur sortant
| Sénateur | Sénateur               | Parti | Fonctions lors de l'élection en 1980 |
| -------- | ---------------------- | ----- | ------------------------------------ |
|          | Michel Dreyfus-Schmidt | PS    | Adjoint au maire de Belfort          |

## Présentation des candidats
Le seul représentant du Territoire de Belfort est élu pour une législature de 9 ans au suffrage universel indirect par les 354 grands électeurs du département. 
Au Territoire de Belfort, le sénateur est élu au scrutin majoritaire à deux tours.
| Candidats | Candidats              | Parti | Principale fonction                               |
| --------- | ---------------------- | ----- | ------------------------------------------------- |
|           | Serge Grasseler        | PCF   | Adjoint au maire de Sermamagny                    |
|           | Michel Dreyfus-Schmidt | PS    | Sénateur sortant, conseiller municipal de Belfort |
|           | Jean Rosselot          | RPR   | Conseiller général                                |
|           | Bernard Boisumeau      | FN    | Conseiller municipal de Belfort                   |

## Résultats
|                | Michel Dreyfus-Schmidt | PS             | 209 | 80,05  |  |  |
|                | Jean Rosselot          | RPR            | 47  | 13,39  |  |  |
|                | Serge Grasseler        | PCF            | 15  | 4,27   |  |  |
|                | Bernard Boisumeau      | FN             | 8   | 2,28   |  |  |
|                |                        |                |     |        |  |  |
| Inscrits       | Inscrits               | Inscrits       | 357 | 100,00 |  |  |
| Abstentions    | Abstentions            | Abstentions    | 2   | 0,56   |  |  |
| Votants        | Votants                | Votants        | 355 | 99,44  |  |  |
| Blancs et nuls | Blancs et nuls         | Blancs et nuls | 4   | 1,13   |  |  |
| Exprimés       | Exprimés               | Exprimés       | 351 | 98,32  |  |  |